# Edith Evans

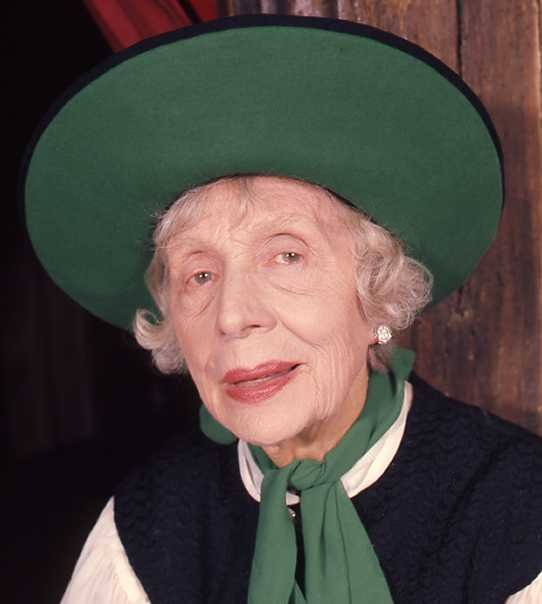
Dame Edith Evans

Dame Edith Mary Evans (8 de febrero de 1888 - 14 de octubre de 1976) fue una actriz  británica con una larga y distinguida carrera en la escena de ese país. Por sus interpretaciones en películas recibió tres nominaciones al Premios Óscar; ganó un premio BAFTA así como un Globo de Oro.
Fue particularmente efectiva en interpretar altivas damas de la aristocracia, como puede apreciarse en dos de sus roles más famosos: Lady Bracknell en La importancia de llamarse Ernesto, tanto en teatro como en la película de 1952, y Miss Western en la película de 1963 Tom Jones. En contraste, protagonizó una vieja mujer caída en la pobreza en la película de 1967 The Whisperers.

## Teatro
Edith Evans nació en Londres hija de Edward Evans, empleado público y su esposa, Carolina Ellen Foster. Estudió en la escuela St. Michael de la Iglesia de Inglaterra en Pimlico, antes de ser aprendiz de modista a los quince años de edad, en 1903.
Su primera interpretación teatral fue en Streatham en octubre de 1910 con el personaje de Viola en Noche de reyes. En 1912 la descubre el productor William Poel, con quien realiza su primera aparición profesional en agosto interpretando el personaje de Gautami en un clásico hindú del siglo XVI, Sakuntala. Recibe mucha atención con su interpretación de Crésida en Troilo y Crésida, presentada en Londres y luego en Stratford-upon-Avon.
Durante su larga carrera de más de 60 años de actuación interpretó unos 150 roles, incluyendo varias obras de Shakespeare, William Congreve, Ibsen, Wycherley, Wilde, y autores contemporáneos como Shaw, Enid Bagnold, Christopher Fry y Coward.
Interpretó seis personajes de George Bernard Shaw: la serpiente, el oráculo, la anciana, y el fantasma de la serpiente en Regreso a Matusalén (1923), Orintia en La cesta de manzanas (1929) y Epifanía en Los Millonarios (1940). Otras actuaciones relevantes fueron como Millamant en  The way of the world (1924), Rosalinda en Como gustéis, y la niñera en Romeo y Julieta. Su rol más notable fue, sin duda, como Lady Bracwell en La importancia de llamarse Ernesto (1939), con el que quedó en la memoria del público especialmente por su sarcástica entrega de la línea «¿un bolso?».
En 1964 actuó como Judith Bliss en la reposición de Hay Fever de Noel Coward, dirigida por el autor en el Royal National Theatre.

## Películas
Evans interpretó la versión musical de Scrooge con Albert Finney en 1970. Inició su carrera fílmica en 1915, pero obtuvo su fama del teatro hasta 1949, cuando filmó The Last Days of Dolwyn. Desde entonces hasta el año de su muerte, interpretó roles en diferentes películas, incluyendo:
- 1952 La importancia de llamarse Ernesto
- 1958 Look Back in Anger
- 1959 Historia de una monja
- 1963 Tom Jones (nominada para el premio Óscar a la mejor actriz de reparto).
- 1964 El jardín de yeso (nominada para el premio Óscar a la mejor actriz de reparto).
- 1965 El soñador rebelde
- 1967 The Whisperers (nominada para el premio Óscar a la mejor actriz).
- 1967 Fitzwilly
- 1969 La loca de Chaillot
- 1969 Crooks and Coronets
- 1970 Scrooge
- 1973 Casa de muñecas
- 1974 QB VII (TV)
- 1976 La zapatilla y la rosa
- 1977 Hábitos obscenos

Edith Evans también realizó varios protagonismos para televisión.

## Otros datos
Walter Sickert pintó a Edith Evans como Catalina en la comedia romántica de Shakespeare La fierecilla domada.

## Reconocimientos
Durante muchos años un busto de la actriz se expuso en el Royal Court Theatre de Londres.
Sus cenizas descansan en la iglesia de St. Paul, en Covent Garden. Hay una placa azul en el exterior de su casa en el N.º 109 de la calle Ebury en Londres.
Edith Evans recibió la Orden del Imperio Británico en 1964. También recibió títulos honorarios de las universidades de Londres (1950), Cambridge (1951), Oxford (1954), y Hull (1968).

## Premios y nominaciones
Premios Óscar
| Año  | Categoría               | Película         | Resultado |
| ---- | ----------------------- | ---------------- | --------- |
| 1964 | Mejor actriz de reparto | Tom Jones        | Nominada  |
| 1965 | Mejor Actriz de Reparto | The Chalk Garden | Nominada  |
| 1968 | Mejor Actriz            | The Whisperers   | Nominada  |

Festival Internacional de Cine de Berlín
| Año  | Categoría                      | Película       | Resultado |
| ---- | ------------------------------ | -------------- | --------- |
| 1967 | Oso de Plata a la mejor actriz | The Whisperers | Ganadora  |